# Andrés Guibert
Andrés Guibert Sargentón (L'Avana, 28 ottobre 1968) è un ex cestista cubano, professionista nella NBA, in Spagna, Italia e Grecia.

## Carriera
Con Cuba ha disputato tre edizioni dei Campionati americani (1989, 1992, 1993).